# Clausula
Em um organum, era a parte em que a linha do tenor originalmente era dotada de melisma, isto é, várias notas para uma sílaba de texto apenas. O compositor aumenta o andamento da peça nessa parte e escreve desenhos rítmicos curtos, repetindo-os por toda a cláusula. Na voz superior, era colocada a melodia em descante, isto é, em contraponto.
Foi utilizada principalmente na chamada Escola de Notre Dame.